# Maxim Nikolajewitsch Galanow
Maxim Nikolajewitsch Galanow (russisch Максим Николаевич Галанов; * 13. März 1974 in Krasnojarsk, Russische SFSR) ist ein ehemaliger russischer Eishockeyspieler. Zwischen 2013 und 2015 war er General Manger beim HK Sokol Krasnojarsk in der Wysschaja Hockey-Liga.

## Karriere
Maxim Galanow begann seine Karriere als Eishockeyspieler beim HK Lada Toljatti, für den er bis 1995 aktiv war. Er wurde im NHL Entry Draft 1993 in der dritten Runde als insgesamt 61. Spieler von den New York Rangers ausgewählt. 1995 wechselte der Verteidiger zu den Binghamton Rangers in die American Hockey League, ehe er von 1997 bis 2001 122 NHL-Spiele absolvierte.
Vor der Saison 2001/02 kehrte Galanow zum HK Lada Toljatti zurück, den er während der Saison Richtung Sewerstal Tscherepowez verließ. Die Saison 2002/03 verbrachte er bei den Augsburger Panther. Danach kehrte er nach nur einer Spielzeit nach Tscherepowez zurück. Nach drei Spielzeiten bei Neftechimik Nischnekamsk spielt der Russe zwischen 2006 und 2009 für Metallurg Nowokusnezk. Zu Beginn des Jahres 2010 wechselte er zu Rubin Tjumen aus der Wysschaja Hockey-Liga, für den er bis 2012 spielte.

### International
Für Russland nahm Maxim Galanow an der U20-Junioren-Weltmeisterschaft 1993 sowie der Weltmeisterschaft 2000 teil.

## Statistik
(Stand: Ende der Saison 2010/11)